# Campeonato Mundial de Clubes de Voleibol Feminino de 2021
O Campeonato Mundial de Clubes de Voleibol Feminino de 2021 foi a décima quarta edição do torneio organizado anualmente pela FIVB,  que ocorreu entre 15 a 19 de dezembro, na cidade de Ancara. O VakifBank Istanbul conquistou o tetracampeonato ao derrotar o Imoco Volley Conegliano na final, levando o jogo para o tie-break. A sueca Isabelle Haak, que marcou 28 pontos na partida, levou o prêmio de MVP do torneio.

## Formato de disputa
Os seis participantes foram distribuídos proporcionalmente em dois grupos, A e B, todos se enfrentaram entre si em seus respectivos grupos, os dois primeiros colocados de cada grupo se classificaram para as semifinais cujos confrontos deram-se por cruzamento olímpico. Os vencedores das semifinais avançaram a grande final e os perdedores disputaram o terceiro lugar.
Para a classificação dentro dos grupos na primeira fase, o placar de 3-0 ou 3-1 garantiu três pontos para a equipe vencedora e nenhum para a equipe derrotada; já o placar de 3-2 garantiu dois pontos para a equipe vencedora e um para a perdedora.

## Local das partidas
| Todas as partidas  |
| Ancara             |
| ------------------ |
| Ankara Arena       |
|                    |
| Capacidade: 13 000 |

## Equipes participantes
As seguintes equipes foram qualificadas ou convidadas para a disputa do Campeonato Mundial de Clubes de 2021:
| Equipe                  | Qualificação                                               |
| ----------------------- | ---------------------------------------------------------- |
| Fenerbahçe Opet         | Representante do país-sede                                 |
| Altay VC                | Campeão do Campeonato Asiático de Clubes de 2021           |
| Imoco Volley Conegliano | Campeão da Liga dos Campeões da Europa de 2020-21          |
| VakifBank Istanbul      | Vice-campeão da Liga dos Campeões da Europa de 2020-21     |
| Dentil/Praia Clube      | Campeão do Campeonato Sul-Americano de Clubes de 2021      |
| Itambé/Minas            | Vice-campeão do Campeonato Sul-Americano de Clubes de 2021 |

## Fase classificatória
|  | Qualificados para as semifinais |

- Partidas no Horário da Turquia (UTC+3).

### Grupo A
|     |                         |     | Jogos | Jogos | Jogos | Pontos | Pontos | Pontos | Sets | Sets | Sets  |
| Pos | Equipe                  | Pts | T     | V     | D     | V      | P      | R      | V    | P    | R     |
| --- | ----------------------- | --- | ----- | ----- | ----- | ------ | ------ | ------ | ---- | ---- | ----- |
| 1   | Imoco Volley Conegliano | 6   | 2     | 2     | 0     | 150    | 109    | 1.376  | 6    | 0    | MAX   |
| 2   | Fenerbahçe Opet         | 3   | 2     | 1     | 1     | 155    | 162    | 0.957  | 3    | 4    | 0.750 |
| 3   | Dentil/Praia Clube      | 0   | 2     | 0     | 2     | 138    | 172    | 0.802  | 1    | 6    | 0.167 |

Resultados
| 15 de dezembro 18:30 RelatórioAQ | Imoco Volley Conegliano | 3 — 0             | Fenerbahçe Opet | Ankara Arena, Ancara Público: 6,342 Árbitro(s): RUS Vladimir Oleynik CZE Vlastimil Kovar |
| 15 de dezembro 18:30 RelatórioAQ | 25                      | Set 1 Set 2 Set 3 | 12 23           | Ankara Arena, Ancara Público: 6,342 Árbitro(s): RUS Vladimir Oleynik CZE Vlastimil Kovar |

| 16 de dezembro 18:30 RelatórioAQ | Dentil/Praia Clube | 1 — 3                   | Fenerbahçe Opet | Ankara Arena, Ancara Público: 8,107 Árbitro(s): ITA Puecher Andrea ESP Fernandez Fuentes David |
| 16 de dezembro 18:30 RelatórioAQ | 25 23 18 21        | Set 1 Set 2 Set 3 Set 4 | 22 25           | Ankara Arena, Ancara Público: 8,107 Árbitro(s): ITA Puecher Andrea ESP Fernandez Fuentes David |

| 17 de dezembro 15:00 Relatório AQ | Dentil/Praia Clube | 0 — 3             | Imoco Volley Conegliano | Ankara Arena, Ancara Público: 1,380 Árbitro(s): ESP Fernandez Fuentes David EGY Khattab Taghrid |
| 17 de dezembro 15:00 Relatório AQ | 17 16 18           | Set 1 Set 2 Set 3 | 25                      | Ankara Arena, Ancara Público: 1,380 Árbitro(s): ESP Fernandez Fuentes David EGY Khattab Taghrid |

### Grupo B
|     |                    |     | Jogos | Jogos | Jogos | Pontos | Pontos | Pontos | Sets | Sets | Sets  |
| Pos | Equipe             | Pts | T     | V     | D     | V      | P      | R      | V    | P    | R     |
| --- | ------------------ | --- | ----- | ----- | ----- | ------ | ------ | ------ | ---- | ---- | ----- |
| 1   | VakifBank Istanbul | 6   | 2     | 2     | 0     | 150    | 93     | 1.613  | 6    | 0    | MAX   |
| 2   | Itambé/Minas       | 3   | 2     | 1     | 1     | 128    | 135    | 0.948  | 3    | 3    | 1,000 |
| 3   | Altay VC           | 0   | 2     | 0     | 2     | 100    | 150    | 0.667  | 0    | 6    | 0,000 |

Resultados
| 15 de dezembro 15:00 RelatórioAQ | Altay VC | 0 — 3             | Itambé/Minas | Ankara Arena, Ancara Árbitro(s): EGY Taghrid Khattab ITA Andrea Puecher |
| 15 de dezembro 15:00 RelatórioAQ | 20 22 18 | Set 1 Set 2 Set 3 | 25           | Ankara Arena, Ancara Árbitro(s): EGY Taghrid Khattab ITA Andrea Puecher |

| 16 de dezembro 15:00 RelatórioAQ | VakifBank Istanbul | 3 — 0             | Altay VC | Ankara Arena, Ancara Árbitro(s): CZE Vlastimil Kovar POL Pawel Burkiewicz |
| 16 de dezembro 15:00 RelatórioAQ | 25                 | Set 1 Set 2 Set 3 | 13 10 17 | Ankara Arena, Ancara Árbitro(s): CZE Vlastimil Kovar POL Pawel Burkiewicz |

| 17 de dezembro 18:30 Relatório[ AQ] | VakifBank Istanbul | 3 — 0             | Itambé/Minas | Ankara Arena, Ancara |
| 17 de dezembro 18:30 Relatório[ AQ] | 25                 | Set 1 Set 2 Set 3 | 18 17 18     | Ankara Arena, Ancara |

## Fase final
- Partidas no Horário da Turquia (UTC+3).

|  | Semifinais              | Semifinais         |                         |   | Final | Final |
|  |                         |                    |                         |   |       |       |
|  | 18 de dezembro – 15ː00  |                    |                         |   |       |       |
|  |                         |                    |                         |   |       |       |
|  | Imoco Volley Conegliano | 3                  |                         |   |       |       |
|  | Imoco Volley Conegliano | 3                  | 19 de dezembro – 18ː30  |   |       |       |
|  | Itambé/Minas            | 1                  |                         |   |       |       |
|  | Itambé/Minas            | 1                  | Imoco Volley Conegliano | 2 |       |       |
|  | 18 de dezembro – 18ː30  |                    | Imoco Volley Conegliano | 2 |       |       |
|  |                         | VakifBank Istanbul | 3                       |   |       |       |
|  | VakifBank Istanbul      | VakifBank Istanbul | 3                       | 3 |       |       |
|  | VakifBank Istanbul      |                    |                         | 3 |       |       |
|  | Fenerbahçe Opet         | 0                  |                         |   |       |       |
|  | Fenerbahçe Opet         | 0                  | Terceiro lugar          |   |       |       |
|  |                         |                    |                         |   |       |       |
|  | 19 de dezembro – 15ː00  |                    |                         |   |       |       |
|  |                         |                    |                         |   |       |       |
|  | Fenerbahçe Opet         | 3                  |                         |   |       |       |
|  | Fenerbahçe Opet         | 3                  |                         |   |       |       |
|  | Itambé/Minas            | 0                  |                         |   |       |       |

### Semifinais
| 18 de dezembro de 2021 15:00 RelatórioAQ | Imoco Volley Conegliano | 3 — 1                   | Itambé/Minas | Ankara Arena, Ancara Público: 4,380 Árbitro(s): CZE Vlastimil Kovar EGY Taghrid Khattab |
| 18 de dezembro de 2021 15:00 RelatórioAQ | 23 26 25                | Set 1 Set 2 Set 3 Set 4 | 25 24 15 19  | Ankara Arena, Ancara Público: 4,380 Árbitro(s): CZE Vlastimil Kovar EGY Taghrid Khattab |

| 18 de dezembro de 2021 18:30 RelatórioAQ | VakifBank Istanbul | 3 — 0             | Fenerbahçe Opet | Ankara Arena, Ancara Árbitro(s): ITA Andrea Puecher POL Pawel Burkiewicz |
| 18 de dezembro de 2021 18:30 RelatórioAQ | 25 29 25           | Set 1 Set 2 Set 3 | 19 27 23        | Ankara Arena, Ancara Árbitro(s): ITA Andrea Puecher POL Pawel Burkiewicz |

### Terceiro lugar
| 19 de dezembro 15:00 RelatórioAQ | Fenerbahçe Opet | 3 — 0             | Itambé/Minas | Ankara Arena, Ancara Público: 5,995 Árbitro(s): ESP David Fernandez Fuentes ITA Andrea Puecher |
| 19 de dezembro 15:00 RelatórioAQ | 25 28           | Set 1 Set 2 Set 3 | 18 7 26      | Ankara Arena, Ancara Público: 5,995 Árbitro(s): ESP David Fernandez Fuentes ITA Andrea Puecher |

### Final
| 19 de dezembro 18:30 RelatórioAQ | VakifBank Istanbul | 3 — 2                         | Imoco Volley Conegliano | Ankara Arena, Ancara Público: 10,960 Árbitro(s): RUS Vladimir Oleynik CZE Vlastimil Kovar |
| 19 de dezembro 18:30 RelatórioAQ | 25 22 25 22 15     | Set 1 Set 2 Set 3 Set 4 Set 5 | 15 25 22 25 7           | Ankara Arena, Ancara Público: 10,960 Árbitro(s): RUS Vladimir Oleynik CZE Vlastimil Kovar |

## Classificação final
| Posição | Equipe                  |
| ------- | ----------------------- |
|         | VakifBank Istanbul      |
|         | Imoco Volley Conegliano |
|         | Fenerbahçe Opet         |
| 4       | Itambé/Minas            |
| 5       | Dentil/Praia Clube      |
| 6       | Altay VC                |

## Premiações
| Campeonato Mundial de Clubes de 2021   |
| Turquia                                |
| -------------------------------------- |
| VakifBank Istanbul Campeão (4º título) |

### Prêmios individuais
A seleção do campeonato foi composta pelas seguintes jogadoras:
- MVP: Isabelle Haak